# Торст, Кьелль
Кьелль Торст (дат. Kjeld Thorst; род. 13 мая 1940, Дания) — датский футболист и футбольный тренер, выступавший на позиции нападающего.

## Карьера

### Клубная карьера
Во взрослом футболе дебютировал в 1961 году в клубе «Ольборг», где играл на протяжении всей своей карьеры, продолжавшейся десять лет. Вместе с клубом дважды становился обладателем Кубка Дании.
Всего в составе «Ольборга» принял участие в 265 матчах, забив 78 голов. Завершил карьеру футболиста в 1971 году.

### Карьера в сборной
В 1963 году дебютировал в официальных матчах в составе национальной сборной Дании. В 1964 году был участником чемпионата Европы по футболу во Франции, где выходил на поле в обоих матчах своей команды. Торст также участвовал в отборочном этапе на чемпионат мира 1970 года.
Всего в составе сборной принял участие в 26 матчах, в которых забил шесть голов.

### Тренерская карьера
В 1975 году Торст возглавил тренерский штаб клуба «Ольборг» и пробыл в этой должности до 1976 года.

## Достижения
«Ольборг»
- Обладатель Кубка Дании: 1965/66, 1969/70